# دكيلة
دكيلة، قرية سورية تتبع ناحية عقيربات في منطقة سلمية في محافظة حماة. وفقًا للمكتب المركزي للإحصاء في سوريا فقد بلغ عدد سكان دكيلة قرابة 561 نسمة في تعداد عام 2004.